# Stanisław Niedzielski (1853–1938)
Stanisław Niedzielski herbu Larysza - (ur. 12 lutego 1853 w Śledziejowicach, zm. 5 kwietnia 1938 tamże) – poseł do Sejmu Krajowego Galicji VI kadencji (1889–1895), doktor prawa, właściciel dóbr Śledziejowice koło Wieliczki.
Wybrany do Sejmu Krajowego z IV kurii okręgu wyborczego Wieliczka. Pochowany w grobowcu rodzinnym na cmentarzu w Wieliczce.